# Пабло Еррера
Пабло Еррера Баррантес (ісп. Pablo Herrera Barrantes; нар 14 лютого 1987, Алахуела, Коста-Рика) — коста-риканський футболіст, нападник клубу «Перес Селедон» і збірної Коста-Рики.

## Клубна кар'єра
Еррера почав кар'єру в клубі «Алахуеленсе». У 2006 році він дебютував в чемпіонаті Коста-Рики. У команді Пабло провів три сезони.
У 2009 році він перейшов в норвезький «Олесунн». 22 серпня в матчі проти «Молде» Еррера дебютував у Тіппелізі. 19 вересня в поєдинку проти «Бранна» він забив свій перший гол за нову команду. У складі «Олесунна» Пабло двічі став володарем Кубка Норвегії.
Влітку 2012 року Еррера повернувся на батьківщину, підписавши контракт з клубом «Уругвай де Коронадо». 30 вересня в матчі проти свого колишнього клубу «Алахуеленсе» він дебютував за нову команду. 8 листопада в поєдинку проти «Пунтаренас» Пабло забив свій перший гол за «Уругвай».
По закінченні сезону Еррера перейшов в «Картахінес». 12 серпня в матчі проти «Універсідад де Коста-Рика» він дебютував за команду. 17 серпня в поєдинку проти «Кармеліти» Пабло забив свій перший гол за «Картахінес». У 2014 році в Еррера допоміг клубу виграти Кубок Коста-Рики. 
Влітку 2015 року він повернувся в «Уругвай де Коронадо», але провів в команді лише пів року і на початку 2016 року перейшов у «Універсідад де Коста-Рика», де провів один сезон, після чого перейшов у «Перес Селедон».

## Міжнародна кар'єра
У 2007 році Еррера у складі молодіжної збірної Коста-Рики взяв участь у молодіжному чемпіонаті світу в Канаді.
22 серпня того ж року в товариському матчі проти збірної Перу Пабло дебютував за збірну Коста-Рики. 25 січня 2009 року в поєдинку Кубка націй Центральної Америки проти збірної Гватемали він забив свій перший гол за національну команду.
У 2009 році Еррера потрапив у заявку збірної на участь у Золотому кубку КОНКАКАФ. На турнірі він зіграв у матчах проти команд Сальвадора, Ямайки, Канади, Гваделупи і Мексики.

### Голи за збірну Коста-Рики
| #   | Дата           | Місце                                        | Противник  | Рахунок | Результат | Змагання                             |
| --- | -------------- | -------------------------------------------- | ---------- | ------- | --------- | ------------------------------------ |
| 01. | 25 січня 2009  | Національний стадіон, Тегусігальпа, Гондурас | Гватемала  | 1:2     | 1:3       | Кубок націй Центральної Америки 2009 |
| 02. | 4 червня 2009  | Рікардо Сапрісса, Сан-Хосе, Коста-Рика       | США        | 3:0     | 4:0       | Кваліфікація на ЧС-2010              |
| 03. | 19 липня 2009  | AT&T Стедіум, Арлінгтон, США                 | Гваделупа  | 1:5     | 1:5       | Золотий кубок КОНКАКАФ 2009          |
| 04. | 14 серпня 2013 | Куїскеа, Санто-Домінго, Домінікана           | Домінікана | 0:3     | 0:4       | Товариський матч                     |

## Досягнення
Командні
 «Олесунн»
- Володар Кубка Норвегії: 2009, 2011

 «Картахінес»
- Володар Кубка Коста-Рики: 2014